# Desolation Island (Südliche Shetlandinseln)
Desolation Island (von englisch desolation ‚Trostlosigkeit, Ödnis‘, in Chile Isla Desolación) ist eine v-förmige Insel im Archipel der Südlichen Shetlandinseln. Sie liegt im Osten der Einfahrt der Hero Bay vor der Nordküste der Livingston-Insel in einer Entfernung von 8 km westlich zum Williams Point.
Entdeckt wurde  sie 1820 vom britischen Seefahrer Edward Bransfield, der sie nach dem trostlosen Eindruck benannte, den die Insel auf ihn machte.